# Carlo Cristiano Delforno
Carlo Cristiano Delforno (Rivarolo Canavese, 1943 – Casaprota, aprile 2000) è stato uno scrittore italiano.

## Opere
- Transizione (Einaudi, 1979, La ricerca letteraria, ripubblicato da Rizzoli nel 1990)
- Via Palamanlio (Rizzoli, 1981)
- Blu indigo (Rizzoli, 1983)
- Fiaba estrema (Rizzoli, 1984)
- Descrizioni criminali (Rizzoli, 1988)
- Lo scriba (Newton Compton, 1992)